# Anne Lister
Anne Lister (ur. 3 kwietnia 1791, zm. 22 września 1840) – brytyjska posiadaczka ziemska, podróżniczka i pamiętnikarka.

## Życiorys
Urodzona 3 kwietnia 1791 roku w rodzinie posiadaczy ziemskich w New Bank, Halifax, w rodzinie kapitana Jeremy’ego Listera (zm. 1836) i jego żony Rebecki Battle z North Cave, Yorkshire (zm. 1817). Kiedy miała dwa lata, Listerowie przenieśli się do posiadłości Skelfler House w pobliżu Market Weighton, którą jej ojciec kupił za posag matki. Jej ojciec, najmłodszy syn rodziny posiadaczy ziemskich z Shibden Hall, Halifax, spędził młodość w wojsku i Anne nigdy nie była do niego zbyt przywiązana. Miała dwóch braci, Johna (zmarł w 1810 r.) i Samuela (zmarł w 1813 r.), oraz siostrę Marian. Anne uczyła się w prywatnych szkołach w Ripon i York, gdzie w wieku piętnastu lat zaczęła prowadzić pamiętniki zakodowane szyfrem, który z czasem stawał się coraz bardziej złożony. Po raz pierwszy odkryła swoją odmienną orientację seksualną w wieku 14 lub 15 lat, gdy zakochała się w Elizie Raine, koleżance z klasy w Manor House School w Jorku, która nazywała Anne swoim „mężem”. Wbrew ówczesnej tradycji ubierała się na czarno i nosiła męskie buty, przez co była wyśmiewana jako zbyt męska i nazywana Dżentelmenem Jackiem (ang. Gentleman Jack). W 1815 roku Anne przeprowadziła się z domu rodzinnego, w którym była nieszczęśliwa, do Shibden Hall, i zamieszkała ze swoim wujem Jamesem i ciotką Anne, którzy pozostawali wolnego stanu. Pod okiem pastora Samuela Knight, późniejszego wikarego Halifax, uczyła się łaciny, greki, algebry i geometrii, grała także na flecie. Była pierwszą kobietą wybraną do Halifax Literary and Philosophical Society. Po śmierci wuja w 1826 roku Lister została jedynym wykonawcą jego testamentu i właścicielem majątku Shibden. Kiedy w 1836 roku zmarli jej ciotka i ojciec, Anne Lister stała się całkowicie niezależna finansowo. Odziedziczyła rodzinną posiadłość, którą odnowiła dzięki swoim staraniom, sprzedawała i dzierżawiła ziemie pod zabudowę, kopalnie węgla i kamieniołomy. Wybudowała hotel, na którego przebudowy z pomocą architekta Johna Harpera często przeznaczała kwoty przekraczające jej dochody. Oburzenie budziło, że sama prowadziła interesy i nadzorowała pracowników. Anne była anglikanką i toryską. Uważała, że związki lesbijskie są czystą formą miłości. W 1814 roku związała się z Marianą Belcombe, i romans ten trwał po ślubie Mariany z Charlesem Lawtonem w 1816 r. Po kilku innych związkach Lister wywołała skandal, kiedy ogłosiła zamiar poślubienia dziedziczki Ann Walker (1803–1854) z Lightcliffe, Halifax, która od 1834 r. zamieszkała z Anne w Shibden Hall. 
Rosnące bogactwo Anne Lister dało jej możliwość podróżowania. Pierwsze podróże odbyła w latach 20. i 30. XIX wieku. Spędziła trzy lata w Paryżu, gdzie mieszkała z ciotką i studiowała anatomię pod okiem barona Georges'a Cuviera. Następnie udała się do Szwajcarii, Holandii, Danii, Niemiec, Włoch i Hiszpanii. Tam zwiedzała nie tylko zabytki o znaczeniu historycznym i kulturowym, ale także fabryki, więzienia, sierocińce, farmy i kopalnie, a także wspinała się na wysokie góry, dokonując pierwszego odnotowanego wejścia na Vignemale w Pirenejach. W 1839 roku, wraz z Ann Walker podróżowała przez Belgię, Niemcy, Szwecję, Finlandię, Rosję, Kaukaz i Persję. Dotarła do Morza Czarnego, ale tam zachorowała i została zabrana z powrotem do Kutaisi, gdzie zmarła 22 września 1840 roku. Ann Walker zorganizowała sprowadzenie jej szczątków i pamiętników do Anglii. Szczątki Anne zostały pochowane w kościele parafialnym w Halifax. Lister zapisała Ann Walker dożywotnie udziały w Shibden Hall, które jednak Ann musiała opuścić (później okazało się, że jest chora psychicznie). Po śmierci panny Walker dom i majątek przeszły na walijskiego kuzyna Anne Lister, Johna Listera (1845–1933), lokalnego dobroczyńcę i skarbnika Independent Labour Party.
Od okresu nastoletniego pisała częściowo szyfrowany dziennik, w którym opisywała swoje kontakty seksualne z kobietami, podróże i prowadzone interesy. Liczące 27 tomów pamiętniki znalazł na początku XX wieku w posiadłości Shibden Hall jej kuzyn John, ale udostępnił opinii publicznej tylko fragmenty dla Halifax Guardian (1887–92), a resztę ukrył jako zbyt szokujące. Po ponownym odnalezieniu zostały w latach 80. odszyfrowane przez Helenę Whitbread. Na przełomie XX i XXI w. powstała jej biografia autorstwa Jill Liddington, a w 2019 roku serial Gentleman Jack. Lister była też bohaterką odcinka produkcji BBC A Skirt Through History. Anne Lister była pierwowzorem postaci Maud w książce Rosy Mackenzie Kettle The Mistress of Langdale Hall (1872).